# Thomas Zipp
Thomas Zipp (* 1966 in Heppenheim an der Bergstraße) ist ein deutscher Maler und plastischer Künstler sowie Musiker. Er lebt und arbeitet in Berlin.

## Leben
1992 bis 1998 studierte er bei Thomas Bayrle an der Städelschule in Frankfurt am Main sowie an der Slade School of Fine Art in London. Er lebt und arbeitet seither in Berlin.
2006/2007 war Zipp Gastprofessor an der Akademie der Bildenden Künste in Karlsruhe, seit 2008 ist er Professor für Malerei und Multimedia an der Universität der Künste Berlin.
Er veröffentlichte mehrere Bildbände und stellt seine Werke in zahlreichen, auch internationalen Ausstellungen aus. Darunter „Artforum Berlin“ in New York sowie in Wolfsburg. Zipps Ausstellungen fanden unter anderem auch in London, Glasgow und Kopenhagen sowie Gstaad, Berlin und in Kalifornien statt.
Bis in die 1990er Jahre spielte Zipp Schlagzeug u. a. in der Punkband The Swunk, die er mit zwei damaligen Freunden gründete. Die Band veröffentlichte verschiedene Eigenproduktionen, war aber nie kommerziell erfolgreich.
Zusätzlich unterrichtete er als Gastprofessor 2005/06 an der Hochschule der Bildenden Künste in Karlsruhe. Seit 2009 ist Thomas Zipp Professor an der UDK Berlin für Malerei und Zeichnen.

## Planet Caravan - a futuristic world fair, Kunsthalle Mannheim 2007
Zum 100-jährigen Jubiläum der Kunsthalle Mannheim wurde Thomas Zipp von Rolf Lauter eingeladen, eine Rauminstallation zum Thema Welt als Ausstellung zu realisieren. Mit seinen 4 Assistenten arbeitete Zipp 2 Wochen Tag und Nacht und entwickelte einen einmaligen Kosmos an Malerei, Objekten, Skulpturen, Fundgegenständen, Fotografien, Kronleuchtern und vielem mehr, dessen Gesetze entweder von der Kälte des Alls oder aber von radioaktiver Hitze bestimmt sind. Malerei wird hier entweder mit geometrisch-linearen Anordnungen als geistig-kalte Bestimmung eingesetzt, oder mit informellen Flecken, die zu atomaren Wolken oder Explosionen mutieren.
Der Mensch erscheint in diesem Kosmos zuweilen als Mutation, aber auch als nackte Unschuld, öfter jedoch in Form schriftlicher Kommentare. Zipp zeigt in kleinen manipulierten Reproduktionszeichnungen Wissenschaftler und Künstler – etwa Futuristen und Surrealisten – mit Sprechblasen. Sie melden sich also zu Wort, indem sie die futuristische Devise wiederholen „das Adjektiv muss abgeschafft werden“ oder auffordern, England zu attackieren. Im hintergründigen Bildterritorium von Thomas Zipp wird die ehemals deutsche Provinz Samoa reaktiviert, das heliozentrische System mit Tycho Brahe als fauler Kompromiss entlarvt und Otto Hahn als Usurpator bezichtigt.
Thomas Zipps narrative Konzeptualität hat mit der alten Concept Art nichts im Sinne, wenn er große Bilder malt, Zeichnungen und Druckgrafik produziert, mit dem Medium Fotografie arbeitet, Videos erstellt sowie Skulpturen fertigt. Er hat sich in diesen Medien eingerichtet, weil er in den künstlerischen Gattungen und der modernen Kunst schon selbst Aussagen vorfindet, die er für seine Dienste nutzbar macht. Spielerisch bewegt er sich in all diesen Sparten. Grundsätzlich gibt es Themen und Leitmotive, die sich in Mythos, Geschichte, Kunstgeschichte, Wissenschaft und Literatur verorten lassen, aber sich auch oft genug überlagern und kritischen Bezug nehmen auf unsere gesellschaftliche Wirklichkeit. Deshalb streut Thomas Zipp Bomben aus wie große Pillen, hängt Kronleuchter an die Decke oder stellt eine Kanzel in den Raum. Unter deutschem Fachwerk steht eine alte Wiege, aber schon bei Goya gebiert der Schlaf der Vernunft Monster, und so bleibt nichts, wie es war. Selbst der Atomphysiker und Nobelpreisträger Otto Hahn wird in einer Neuauflage von Bragaglias Fotodinamismo mit Martin Luther überlagert und zu einem gleichsam dämonischen Wesen verwandelt.
In Zipps Bildwelten berühren sich apokalyptische Gedankenströme des New Age mit einer provokanten spirituellen Ironie als Brechung. Deshalb dürfen auch Vergil und Dante nicht fehlen auf ihrem Gang durch die sieben Kreise der Hölle und des Limbus. Der Künstler selbst spielt die Ausdrucksinstrumente vom Visionär zum Moralisten, vom Dramatiker zum Humoristen.

## Ausstellungen (Auswahl)

### Einzelausstellungen
- Exorcise the demons of perhaps, Maschenmode – Galerie Guido W. Baudach, Berlin (2001)
- The Nero Command, Marc Jancou Fine Art, New York (2003)
- Futurism Now! SAMOA leads, Daniel Hug Gallery, Los Angeles (2004)
- Man muss das adjektiv abschaffen, Baronian_Francey, Brussels (2004)
- Geist über Materie, Patrick Painter Inc., Santa Monica, (2006)
- Beyond the Superego, Galerie Krinziger, Vienna (2007)
- Planet Caravan - a futuristic world fair, Kunsthalle Mannheim (2007)
- White Reformation Co-op Mens Sana in Corpore Sano, Kunsthalle Fridericianum, Kassel (2010)
- Achtung!: solarized deterritorialization. insanity against protestantism (England attacked by the Americas), Ausstellungsraum Céline und Heiner Bastian, Berlin (cat.)(2011)
- Comparative Investigation about the Disposition of the Width of a Circle, Palazzo Rossini (Biennale di Venezia), Venedig (2013)
- Sources of Variability in Magnitude Estimates, Sommer Contemporary Art, Tel Aviv, Israel (2014)
- The Threshold Problem and Some Possible Ways to Solve It, Cc Foundation & Art Space, Shanghai (2016)
- White Rabbit (Martin Luther), Overbeck Gesellschaft & St. Petri Kuratorium, St. Petri zu Lübeck, Germany (2017)
- A Frozen Fountain (the family of pills), Galerie Rüdiger Schöttle (2017–2018)
- MOON GAS, Galerie Guido W. Baudach, Berlin (2018)
- Signal Hill, Avlskarl, Copenhagen (2019)
- World health. Mental health, Galerie Krinzinger, Wien (2020)
- Church of the Magic Square, blank projects, Kapstadt (2020)

### Gruppenausstellungen
- When Humour Becomes Painful, Migros Museum für Gegenwartskunst, Zürich (2005)
- Full House: Faces of a Collection / Gesichter einer Sammlung, Kunsthalle Mannheim (2006)
- Deformation of Character, MoMA PS1, New York (2006)
- Rings of Saturn, Tate Gallery of Modern Art, London (2006)
- Euro-Centric. Part 1, Rubell Family Collection, Miami (2007)
- Kunstpreis der Böttcherstraße in Bremen 2007, Kunsthalle Bremen (2007)
- Vertrautes Terrain – Aktuelle Kunst in & über Deutschland, ZKM, Karlsruhe (2008)
- When the mood strikes ... Collection of Wilfried & Yannicke Cooreman, Museum Dhondt-Dhaenens, Deurle, Belgien (2009)
- If Not In This Period Of Time: Contemporary German Painting 1989-2010, Museu de Arte de São Paulo Assis Chateaubriand, São Paulo, Brazsilien (2010)
- Berlin-Klondyke 2011, Art Center Los Angeles, Los Angeles, USA (2011)
- Paintings from the Rubell Family Collection, Fundación Banco Santander, Madrid (2012)
- I knOw yoU, ^, Dublin (2013)
- DAK’ART 2014, 11ème Biennale de l’Art Africain Contemporain, Dakar (2014)
- Picasso in der Kunst der Gegenwart, Deichtorhallen Hamburg, Halle für aktuelle Kunst, Hamburg (2015)
- Manifesta 11, Zürich, Schweiz (2016)
- Janis Avotins, Anders Clausen, Slawomir Elsner, Rodney Graham, Thomas Helbig, Goshka Macuga, Jan Merta, Andrew Palmer, Thomas Ruff, Florian Süssmayr, Thomas Struth, Chen Wei, Thomas Zipp, Galerie Rüdiger Schöttle, München
- Be Happy – we do not forget you, Sammlung Zander, Bönnigheim (2017)
- „Deutschland ist keine Insel“, Sammlung zeitgenössischer Kunst der Bundesrepublik Deutschland Ankäufe von 2012 bis 2016, Bundeskunsthalle, Bonn (2018)
- “Where higher beings commanded, …” - Heinrich Nüsslein & Friends, Galerie Guido W. Baudach, Berlin (2019)
- Installations from 25 years of the Falckenberg Collection, Deichtorhallen, Berlin (2019)
- Studio Berlin, cooperation between the Boros Foundation and Berghain, Berlin (2020)
- Dark Matter, Galerie Guido W. Baudach, Berlin (2020)
- Portraits, Galerie Rüdiger Schöttle, München (2021)